# Capri (vino)
Il Capri è una DOC riservata ad alcuni vini la cui produzione è consentita nella città metropolitana di Napoli.

## Zona di produzione
La zona di produzione comprende l'intero territorio dei seguenti comuni:
- Capri
- Anacapri

## Storia
A partire da metà '800 Capri iniziò a prendere consapevolezza dell'importanza economica dei flussi turistici, questi non ebbero un ruolo di rilievo diretto per l'agricoltura, ma di sicuro il continuo afflusso di turisti ha portato il vino dell’isola ad essere conosciuto e apprezzato.

## Tecniche di produzione
Le condizioni ambientali e di coltura dei vigneti destinati alla produzione dei vini a DOC Capri devono essere quelle tradizionali della zona e comunque atte a conferire alle uve e ai vini derivati le loro specifiche caratteristiche di qualità. Nella vinificazione sono ammesse soltanto le pratiche enologiche leali e costanti, atte a conferire ai vini le loro peculiari caratteristiche.

## Disciplinare
Il Capri è stato istituito con DPR 07.09.1977 pubblicato sulla Gazzetta Ufficiale n. 339 del 14.12.1977.
Successivamente è stato modificato con 
- DM 30.11.2011 G.U. 295 - 20.12.2011 (Pubblicato sul sito ufficiale del Mipaaf Sezione Qualità e Sicurezza Vini DOP e IGP);
- La versione in vigore è stata approvata con DM 07.03.2014 Pubblicato sul sito ufficiale del Mipaaf Sezione Qualità e Sicurezza Vini DOP e IGP.[1]

## Tipologie

### Capri rosso
| uvaggio                        | Piedirosso min 80%; Possono concorre alla produzione di detto vino anche le uve a bacca nera, idonei alla coltivazione per la provincia di Napoli, max 20%. |
| titolo alcolometrico minimo    | 11,50% vol. |
| acidità totale minima          | 5,0 g/l. |
| estratto secco minimo          | 18,00 g/l |
| resa massima di uva per ettaro | 120 q. |
| resa massima di uva in vino    | 70 % |

#### Caratteri organolettici
- Aspetto: rosso rubino più o meno intenso;
- Olfatto: vinoso, gradevole;
- Gusto: asciutto, sapido.

#### Abbinamenti consigliati
Primi piatti a base di carne, Portate di carne arrosto o alla griglia, Formaggi di media stagionatura

### Capri bianco
| uvaggio                        | Falanghina e Greco min 80% (Falanghina min 50%); Possono concorrere alla produzione di detto vino anche le uve provenienti dal vitigno Biancolella idonei alla coltivazione per la provincia di Napoli, max 20%. |
| titolo alcolometrico minimo    | 11,00 % vol. |
| acidità totale minima          | 5,0 g/l. |
| estratto secco minimo          | 15,00 g/l |
| resa massima di uva per ettaro | 120 q. |
| resa massima di uva in vino    | 70 % |

#### Caratteri organolettici
- Aspetto: giallo paglierino chiaro più o meno intenso;
- Olfatto: gradevole, caratteristico;
- Gusto: secco, fresco.

#### Abbinamenti consigliati
Antipasti di pesce, Pesce al forno o alla griglia